# Gavin Lewis
Gavin Lewis (Salt Lake City, Utah, 27 de octubre de 2003) es un actor estadounidense. Conocido por su papel en la película Old Henry, de 2021.

## Biografía
Hijo de profesionales del teatro Kyle y Colleen Lewis. A la edad de 9 años consiguió su primer papel en un largometraje que se estaba filmando en Park City (Utah). Esta producción le llevó a conocer a un agente de actores en Los Ángeles y a iniciar su carrera en cine y televisión.

## Trayectoria
Trabajó pronto en los escenarios de Utah y recibió formación clásica a temprana edad. Obtuvo los máximos honores en el Festival Shakespeare de Utah de 2020. Lewis ha interpretado papeles en varias películas y series de televisión, como Maximum Ride, NCIS: Los Ángeles, The Kicks, No Good Nick, y Roswell, New Mexico.

## Filmografía

### Películas
| Año  | Título                       | Rol          | Notas        |
| ---- | ---------------------------- | ------------ | ------------ |
| 2015 | Chico de verdad              | Tomás        | Cortometraje |
| 2016 | Máximo recorrido             | Gaseoso      |              |
| 2017 | Cuando las ranas críen pelos | Al joven     | Cortometraje |
| 2017 | Odioso                       | jeremy       |              |
| 2018 | En búsqueda                  | El joven Jon |              |
| 2021 | Old Henry                    | Wyatt        |              |

### Televisión
| Año     | Título                        | Rol                           | Notas                                                            |
| ------- | ----------------------------- | ----------------------------- | ---------------------------------------------------------------- |
| 2015    | Comedy Bang! Bang!            | Lone Boy                      | Episodio: «Randall Park Wears Brown Dress Shoes With Blue Socks» |
| 2015    | Just Jacques                  | Brent                         | 3 episodios                                                      |
| 2015    | Ominous                       | Jacob Young                   | Película para televisión                                         |
| 2015    | OMG!                          | Brent                         | 3 episodios                                                      |
| 2016    | NCIS: Los Angeles             | Nadir, Karim and Tomar Zahavi | Episodio: «El Séptimo Niño»                                      |
| 2016    | The Kicks                     | Max                           | Episodio: «La mejor defensa es un buen ataque»                   |
| 2017    | Hey Arnold!: The Jungle Movie | Eugene (voz)                  | Película para televisión                                         |
| 2017    | The Bugaloos                  | I.Q.                          | Película para televisión                                         |
| 2018–19 | Prince of Peoria              | Príncipe Emil                 | Papel principal; 18 episodios                                    |
| 2019    | Roswell, New Mexico           | Michael Guerin joven          | Episodio: «Smells Like Teen Spirit»                              |
| 2019    | No Good Nick                  | Omar                          | Episodio: «The Charity Mugger»                                   |
| 2020    | Little Fires Everywhere       | Moody Richardson              | Papel principal; 8 episodios                                     |
| 2021    | Head of the Class             | Luke Burrows                  | Papel principal                                                  |
| 2023    | Shrinking                     | Connor                        | Episodio «Patatas»                                               |